# Священномученик
Священному́ченик (грец. ιερομάρτυρος) — у східних християнських Церквах священник, а частіше єпископ, який загинув мученицькою смертю.

## Відомі священномученики
- Климент I, Папа Римський (97 року загинув мученицькою смертю в Херсонесі (Крим));
- Ігнатій Богоносець, єпископ Антіохійський;
- Кипріян, єпископ Картагенський;
- Іриней, єпископ Ліонський;
- Йосафат Кунцевич, єпископ Полоцький.

## Священномученики, пов'язані з Україною
- Православний митрополит Київський Макарій, 1497 року убитий татарами. Нині мощі священномученика Макарія знаходяться у Києві у Володимирському соборі.
- Греко-католицький архієпископ Полоцький Йосафат Кунцевич (народився у Володимирі-Волинському), убитий 1623 року у Вітебську.

## Священномученики— новомученики УГКЦ
Деякі з новомучеників УГКЦ є священномучениками:
- Священномученик Леонід (Федоров)
- Священномученик Микола Конрад
- Священномученик Андрій (Іщак)
- Священномученик Северіян (Бараник)
- Священномученик Яким (Сеньківський)
- Священномученик Зиновій (Ковалик)
- Священномученик Омелян (Ковч)
- Священномученик Віталій (Байрак)
- Священномученик Роман Лиско
- Священномученик Григорій (Хомишин)
- Священномученик Теодор (Ромжа)
- Священномученик Йосафат (Коциловський)
- Священномученик Микита (Будка)
- Священномученик Григорій (Лакота)
- Священномученик Климентій (Шептицький)
- Священномученик Микола (Цегельський)
- Священномученик Іван (Зятик)
- Священномученик Петро (Вергун)
- Священномученик Олексій (Зарицький)
- Священномученик Миколай (Чарнецький)
- Священномученик Симеон (Лукач)
- Священномученик Іван (Слезюк)
- Священномученик Василь (Величковський)